# Joseph Arch
Pour les articles homonymes, voir Arch.
Joseph Arch (né le 10 novembre 1826 à Barford dans le Warwickshire et décédé le 12 février 1919) est un syndicaliste agricole et homme politique britannique.

## Biographie
Joseph Arch, ancien ouvrier agricole devenu prédicateur méthodiste se fait connaître en 1872 lors de ce que Karl Marx qualifia de « Grand Réveil » des ouvriers agricoles. Le mouvement commence avec une lettre envoyée à un journal local par un groupe d'ouvriers agricoles qui demandent un salaire décent leur permettant de vivre. Après une première rencontre entre ce groupe et Arch le 7 février, une réunion plus vaste est décidée pour le 14 février à Wellesbourne. Arch s'attend à y trouver une trentaine de personnes mais se trouve face à une foule de 2 000 ouvriers agricoles à qui il fait un discours. La semaine suivante un embryon d'organisation est créé. Le 29 mars 1872, la Warwickshire Agricultural Labourers Union, premier syndicat d'ouvriers agricoles est mis en place et transformé deux mois plus tard en National Agricultural Labourers Union où la cotisation est fixée à deux pence par semaine. Joseph Arch en est élu Président.
En février 1880, il participe à un grand débat sur la réforme agraire organisé à Londres par Charles Bradlaugh et Annie Besant.
La National Agricultural Labourers Union réussit à obtenir des augmentations de salaires, ce qui a pour effet de la dissoudre de fait, son objectif ayant été atteint. Elle disparait en 1896 pour être recréée en 1906 en tant que National Union of Agricultural and Allied Workers.
Joseph Arch est cependant régulièrement élu à la Chambre des Communes pour la circonscription du North West Norfolk, en tant que libéral.
En 1873, il est invité par le gouvernement canadien et examine si le pays se prête à l'émigration britannique. Impressionné par son rapport, son syndicat aide, au cours des années suivantes, plus de 40 000 ouvriers agricoles et leurs familles à émigrer au Canada et en Australie.